# Desmodium acanthocladum
Desmodium acanthocladum är en ärtväxtart som beskrevs av Ferdinand von Mueller. Desmodium acanthocladum ingår i släktet Desmodium och familjen ärtväxter. Inga underarter finns listade i Catalogue of Life.